# 战时新闻委员会

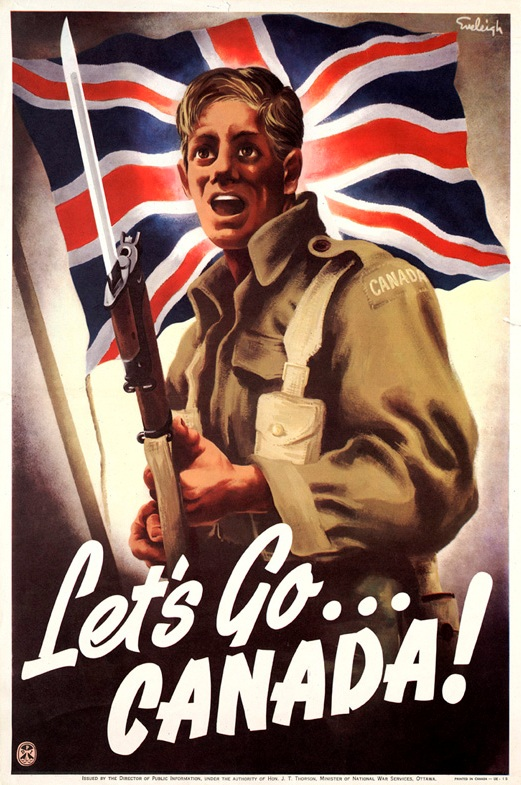
海报由战时新闻委员会创建，1942年。

战时新闻委员会（Wartime Information Board），是加拿大政府机构，成立于第二次世界大戰期間的1942年9月，接替公共信息局，以协调政府暨有的公共信息服务，监督各政府機構发布的加拿大的战争新闻和信息，并在内部和外部加速擴散加拿大的战争信息。

## 簡介
在第二次世界大战开始时，加拿大没有一个集中的信息服务部门来处理信息的传播。1939年12月8日，公共信息局创建。最初它由首席檢察官帶領，後來隸屬於國家戰爭服務部。其初始功能是协调和提供由其自己的工作人员和其他部门，包括加拿大国防部和軍火與補給部所产出的信息。然而随着话题的广泛传播，促成了战时信息委员会的成立。

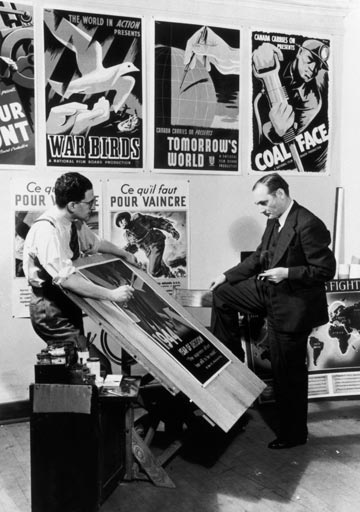
國家電影局（NFB）專員約翰·格里爾遜（右）和戰時信息委員會（WIB）圖形藝術部主任Harry Mayerovitch於1944年審查海報。

战时信息委员会主席先後為Thomas Vinning和Norman A. M. Mackenzie。然而，委员会真正的权力在總經理手里，包括約翰·格里爾遜和戴維森·鄧頓。Thomas Vinning被国家电影局局長約翰·格里爾遜取代，後者擔任战时信息委员会总經理。通过掌管战时信息委员会的影像部门，他延续着一套政府官方发布照片、海报和出版物的风格。
战时信息委员会的职责是创造一个战争时期加拿大人共同的对外身份认同。这个机构制造的材料为战争提供情报協助并鼓舞士气。它的重点是确保高士气和爱国热情：「一起分享在各种细枝末节上的共同经验、工作和努力。」在战争期間，委员会建立了各种國外办事处，进行调查和民意测验、提供路线向导、研究加拿大时事和调研新闻信息。
1943年1月，所有的摄影业务受到国家电影局的管辖。它确保产生了更多的政府战争动员所需的图表材料，并由战时信息委员会提供制作和分发电影所需的资金。
战争期间，战时信息委员会以一份名为《战争中的加拿大》的出版物的形式发布战争相關工作的每月报告。该出版物涵盖了范围广泛的主题，包括战争时期的工业、战争中的女性等等。该出版物在加拿大分发给从农民到家庭主妇的各种讀者。
该委员会是加拿大早期民意投票技术的一次探索。
在战争结束后，战时信息委员会发布了一系列小册子，为加拿大的战后重建提供信息帮助，并促进有关「加拿大未来一些遗留问题最有效的解决方法」的讨论。

## 战时信息委员会在第二次世界大战期间创建的加拿大宣传海报

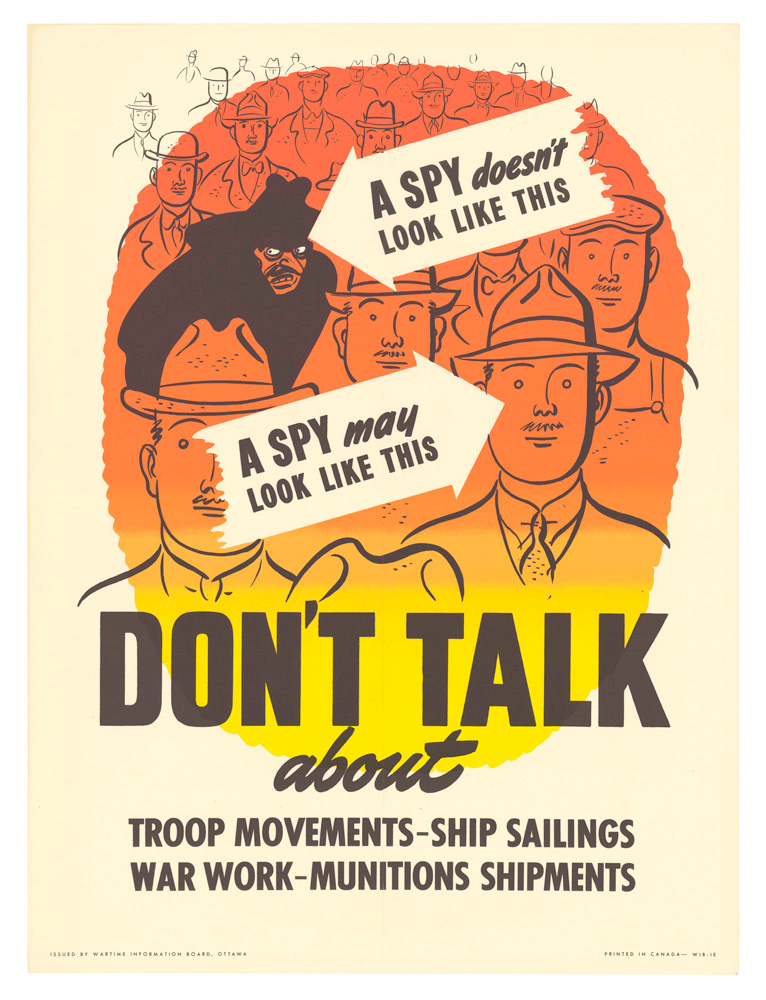
加拿大宣传海报《不要谈话》由战时信息委员会提供
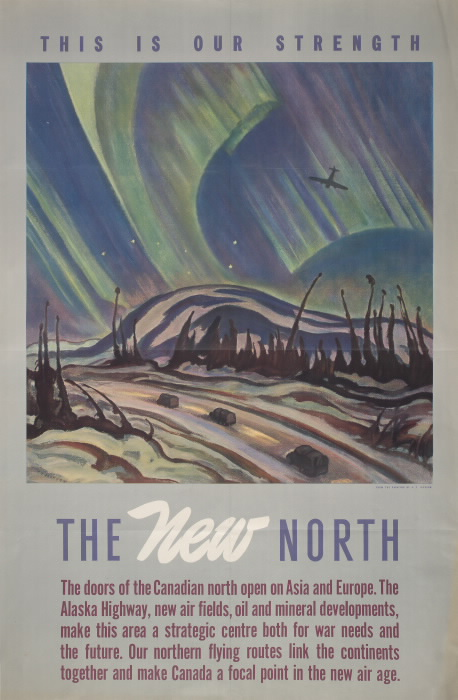
加拿大宣传海报《这是我们的力量--新北方》由战时信息委员会提供
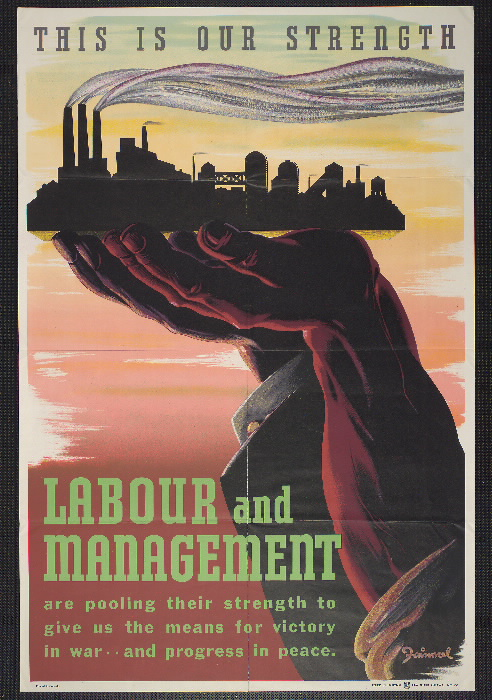
加拿大宣传海报《这是我们的力量--勞工與管理》由战时信息委员会提供
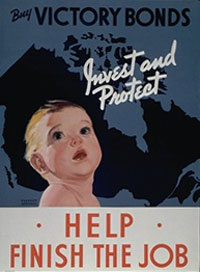
加拿大宣传海报《投资和保护-帮助完成工作》由战时信息委员会提供
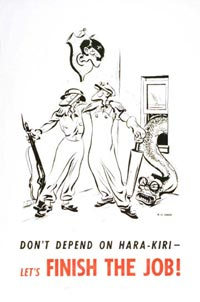
加拿大宣传海报《完成工作！》由战时信息委员会提供
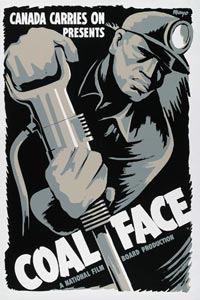
加拿大宣传海报《加拿大堅持推動-認真工作》由战时信息委员会提供
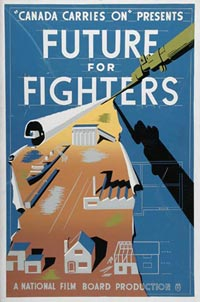
加拿大宣传海报《加拿大堅持推動-战士的未來》由战时信息委员会提供
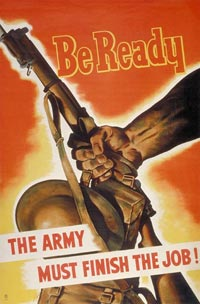
加拿大宣传海报《做好準備，軍隊必須完成任務》由战时信息委员会提供
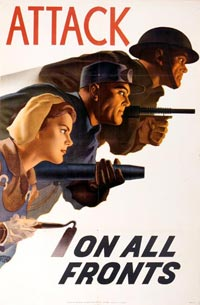
加拿大宣传海报《在各前線攻击》由战时信息委员会提供
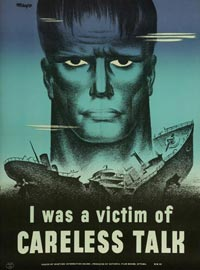
加拿大宣传海报《我是粗心談話的犧牲者》由战时信息委员会提供
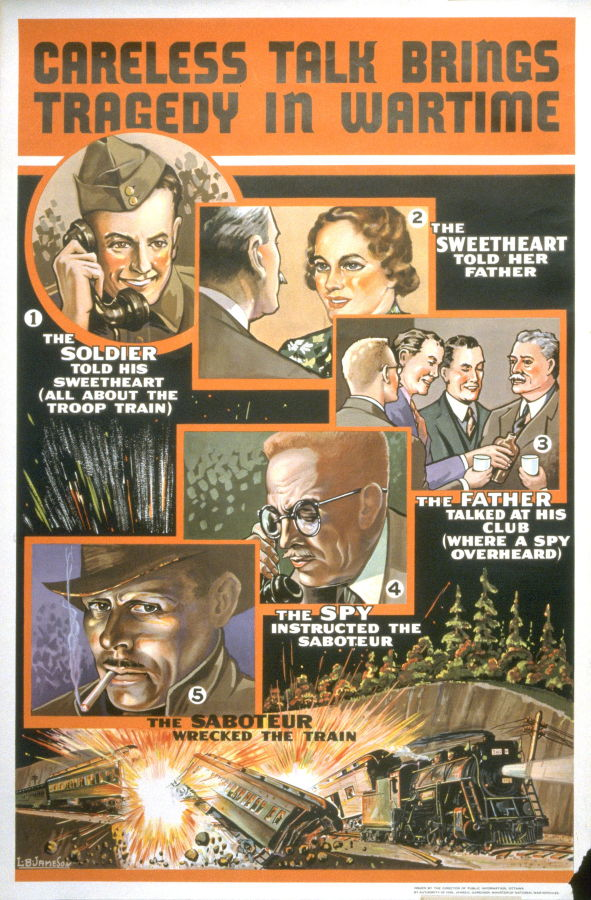
加拿大宣传海报《粗心談話带来的悲剧》由战时信息委员会提供
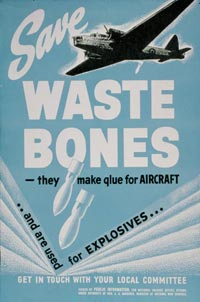
加拿大宣传海报《保留废棄骨头-他們可製作飛機所需膠水，並用於炸藥》由战时信息委员会提供
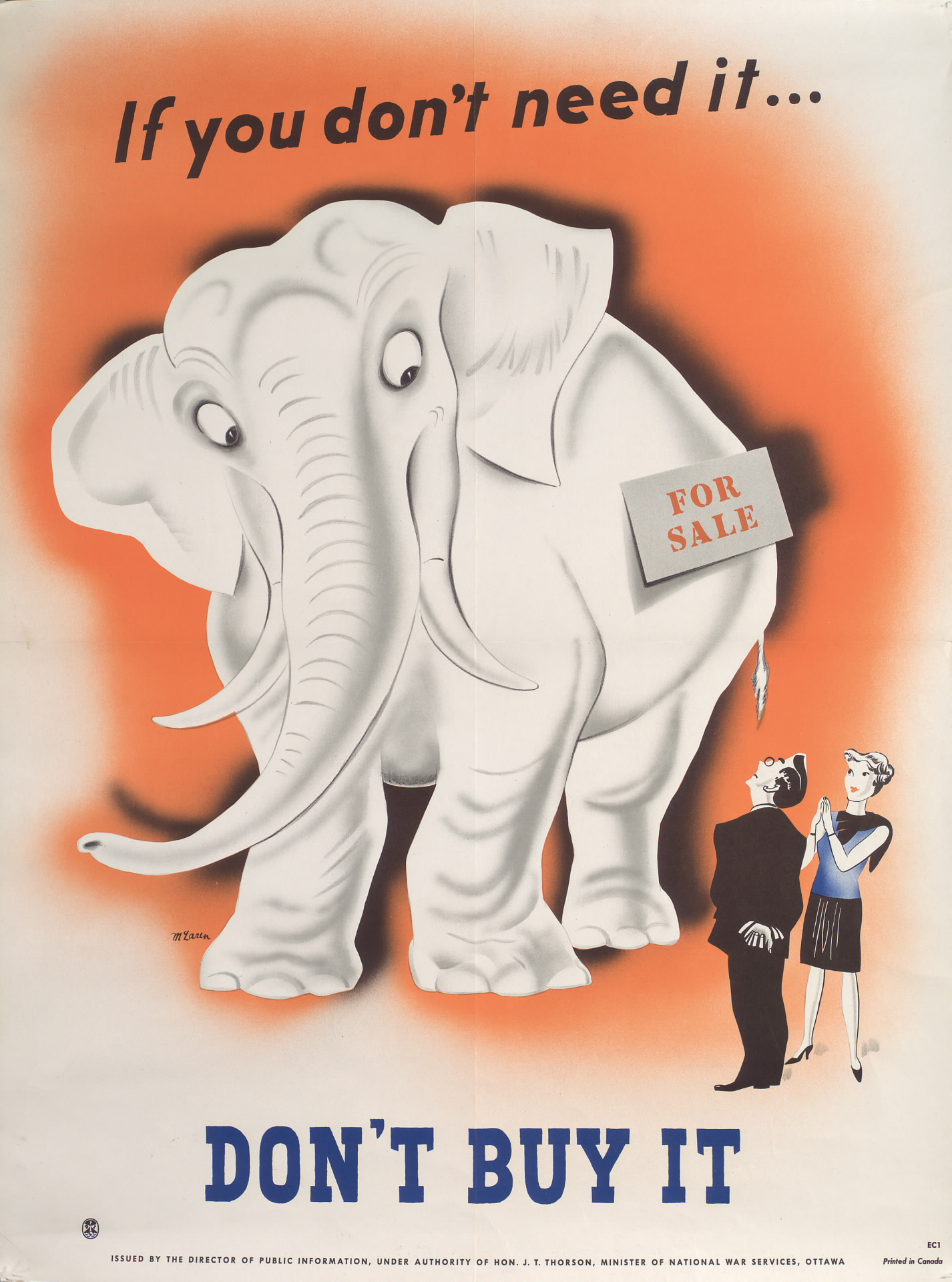
加拿大宣传海报《如果你不需要它，不要买它的》由战时信息委员会提供

### 腳註
1. ↑  Rodger, Andrew. . Archived- Canadian War Industry during the Second World War. Library and Archives Canada. 2004-08-10  [2015-10-20]. （原始内容存档于2015-11-04）.
2. ↑  Rodger, Andrew. . Archived - Canadian War Industry during the Second World War. Library and Archives Canada. 2004-08-10  [2015-10-20]. （原始内容存档于2015-11-04）.
3. ↑  Payne, Carol. The Official Picture: The National Film Board of Canada’s Still Photography Division and the Image of Canada, 1941-1971. McGill-Queen’s Press - MQUP, 2013.
4. ↑  William R. Young “Mobilizing for the War: The Bureau Public Information, the Wartime Information Board and a View of the Nation During the Second World War,” The Second World War Experience （页面存档备份，存于） edited by Sidney Aster, (Ottawa: The Canadian Committee for the History of the Second World War, 1981): 295.
5. ↑  . www.nfb.ca. National Film Board of Canada.   [2015-10-26]. （原始内容存档于2016-03-06）.
6. ↑  "Wartime Information Board" （页面存档备份，存于）. The Canadian Encyclopedia,  John R. English, 02/07/2006
7. ↑  Looking Ahead: Canadian Post-War Affairs Discussion Manual No. 4 （页面存档备份，存于）, Canadian Hurdles (Ottawa: Edmond Cloutier, 1945).

### 其他
- 加里·伊文斯、约翰·葛里爾森和国家电影局：战时的政治宣传。多伦多：多伦多大学版社，1984年。
- 战时信息委员会， 加拿大在战争中，1941年至1945年.